# 克利爾沃特鎮區 (密歇根州)
克利爾沃特鎮區（英語：Clearwater Township）是位於美國密歇根州卡爾卡斯卡縣的一個行政鎮區。

## 地方資料
克利爾沃特鎮區的面積為87.50平方千米，當中陸地面積為80.70平方千米，而水域面積為6.80平方千米。根據2020年美國人口普查的數據，當地共有人口2497人，而人口密度為每平方千米28.54人。